# Pticznik
Pticznik (ros. Птичник) – wieś w Rosji, w Żydowskim Obwodzie Autonomicznym, w rejonie birobidżańskim. W 2021 liczyła 3055 mieszkańców.